# Kanton Saint-Michel-sur-Orge
Canton de Saint-Michel-sur-Orge je francouzský kanton v departementu Essonne v regionu Île-de-France. Vznikl 7. prosince 1975.

## Složení kantonu
| Obec                  | Počet obyvatel (2008) | PSČ   | INSEE       |
| --------------------- | --------------------- | ----- | ----------- |
| Saint-Michel-sur-Orge | 20 163                | 91240 | 91 3 33 570 |